# Vergiftiging van Sergej en Joelia Skripal

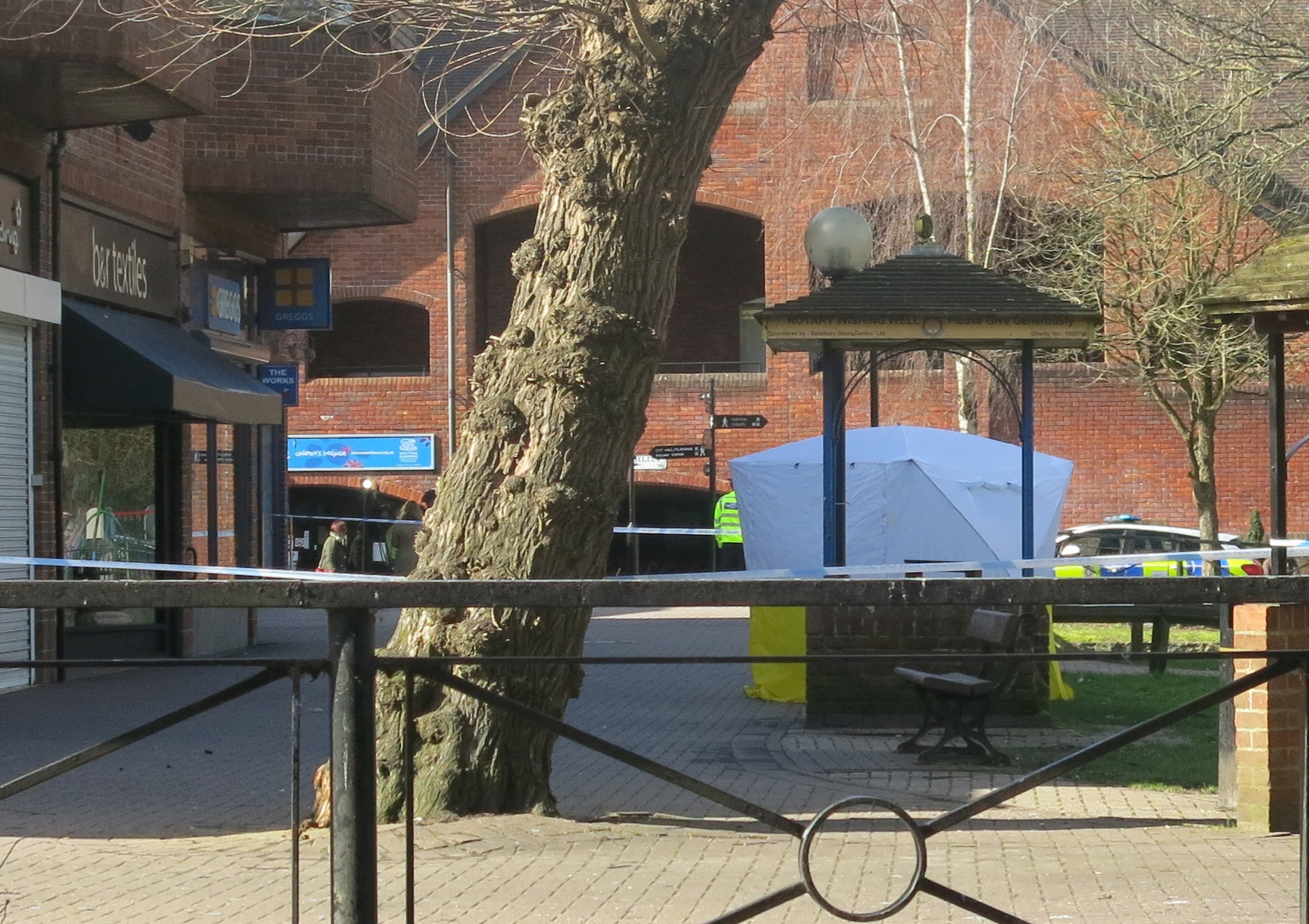
Een tent bedekt de plaats waar de bank staat waarop de Skripals zaten toen zij onwel werden

Op 4 maart 2018 werden voormalig Russisch militair inlichtingenofficier Sergej Skripal en zijn dochter Joelia vergiftigd in de Britse stad Salisbury, waarschijnlijk met een novitsjok-zenuwgas. Op 26 maart 2018 verkeerden beiden in kritieke toestand in het ziekenhuis, doktoren gaven toen aan dat zij misschien niet meer volledig zullen herstellen. Een politiefunctionaris die het onderzoek verrichtte, werd ook ernstig ziek en werd op 22 maart uit het ziekenhuis ontslagen. Joelia werd op 10 april uit het ziekenhuis ontslagen. Sergej volgde op 18 mei 2018. Britse inlichtingenfunctionarissen en de politie hebben 38 mensen geïdentificeerd als zijnde getroffen door het zenuwgas.
Op 30 juni werden een Britse man en vrouw onwel in Amesbury, een plaats op 13 kilometer van Salisbury, waar de vergiftiging van de Skripals plaatsvond. Na onderzoek werd bekend dat zij ook de gevolgen van een vergiftiging met novitsjok ondervinden. Zij is eraan overleden. Een flesje dat in het huis van de man werd gevonden bleek besmet met novitsjok. Mogelijk had deze besmetting te maken met de eerdere besmetting van de Skripals op 4 maart.

## Achtergrond
In de jaren negentig was Sergej Skripal een officier voor de Russische inlichtingendienst GROe en werkte hij als een dubbelspion voor de Britse Secret Intelligence Service (MI6) vanaf 1995 tot zijn arrestatie in Moskou in december 2004. Hij werd in 2006 wegens landverraad door een Russische rechtbank veroordeeld tot 13 jaar in een strafkolonie. Hij vestigde zich in 2010 in het Verenigd Koninkrijk na de spionwissel van het Illegals-programma. Joelia Skripal is een Russisch staatsburger, die op het moment van de vergiftiging haar vader bezocht. Sergej is een Brits staatsburger.

## Consequenties
Op 14 maart, na de beschuldigingen van poging tot moord door Rusland, kondigden Britse regeringsfunctionarissen maatregelen tegen Rusland aan, waaronder de uitzetting van talrijke diplomaten die ervan beschuldigd werden geheim agenten te zijn. Het Verenigd Koninkrijk kreeg steun van de Verenigde Staten en andere bondgenoten, terwijl Rusland de beschuldigingen ontkende. De Europese Unie, de NAVO en vele andere landen namen vergelijkbare maatregelen tegen Rusland. Op 26 maart bevalen de Verenigde Staten de uitzetting van 60 Russische diplomatieke ambtenaren en de sluiting van het Russische consulaat in Seattle. Op diezelfde dag werden nog eens 33 Russische diplomaten in een gecoördineerde diplomatieke reactie uit 21 andere landen verwijderd.
Op 8 augustus 2018 werd bekend dat de Verenigde Staten nieuwe sancties oplegt aan Rusland. Sommige van de strafmaatregelen overlappen met eerdere sancties, zoals een verbod op de handel in wapens met Rusland. Nieuw is dat er beperkingen worden opgelegd aan de export van bepaalde elektronica naar Rusland.
De maatregelen die de Verenigde Staten nemen strekken echter verder; als Rusland op termijn niet voldoende hard kan maken dat het geen chemische wapens meer zal gebruiken, of als het land zich verzet tegen VN-inspecties, dan dreigen op termijn nieuwe sancties van kracht te worden. Daarbij worden de diplomatieke betrekkingen verder afgezwakt, wordt de handel sterk beperkt en mag de Russische luchtvaartmaatschappij Aeroflot geen vluchten op de VS meer uitvoeren.